# Peng Jianfeng
Peng Jianfeng (en chino: 彭健烽; 6 de septiembre de 1994) es un deportista chino que compite en saltos de trampolín.
Ganó tres medallas en el Campeonato Mundial de Natación entre los años 2017 y  2023. En los Juegos Asiáticos consiguió dos medallas, oro en 2018 y plata en 2022.

## Palmarés internacional
| Campeonato Mundial | Campeonato Mundial      | Campeonato Mundial | Campeonato Mundial |
| Año                | Lugar                   | Medalla            | Prueba             |
| ------------------ | ----------------------- | ------------------ | ------------------ |
| 2017               | Budapest (Hungría)      | Medalla de oro     | Trampolín 1 m      |
| 2019               | Gwangju (Corea del Sur) | Medalla de bronce  | Trampolín 1 m      |
| 2023               | Fukuoka (Japón)         | Medalla de oro     | Trampolín 1 m      |
| Juegos Asiáticos   |                         |                    |                    |
| Año                | Lugar                   | Medalla            | Prueba             |
| 2018               | Yakarta (Indonesia)     | Medalla de oro     | Trampolín 1 m      |
| 2022               | Hangzhou (China)        | Medalla de plata   | Trampolín 1 m      |